# Conotrachelus bisignatus
Conotrachelus bisignatus – gatunek chrząszcza z rodziny ryjkowcowatych.

## Zasięg występowania
Ameryka Południowa, występuje w Argentynie.

## Budowa ciała
Całe ciało pokryte gęstymi włoskami. Ubarwienie brązowe, pokrywy  kremowobiałe z dwiema dużymi, brązowymi plamami w tylnej części.